# Kumpania Algazarra
Kumpania Algazarra ist eine portugiesische Band, die eine Mischung aus Turbo-Folk, Ska, Pop-Rock und vor allem der Musik der Roma spielen.
Inspiriert von der Blasmusik des Balkans und der Zigeunermusik, und unter Einfluss von Ska und anderen Stilen, begannen verschiedene Musiker in Sintra, auf Straßenfesten, in Parks und anderen Gelegenheiten ihre von Fröhlichkeit bestimmte Tanzmusik zu spielen. Sie wurden dabei stetig bekannter. Es folgten verschiedene Fernsehauftritte, darunter auch Liveauftritte im ersten Kanal der RTP. 2007 lud sie die Theater-Elektro-Rock-Band Blasted Mechanism als Gastmusiker zu ihrem Album Sound in Light ein.
Im Jahr 2008 erschien ihr Debüt-Album Kumpania Algazarra im Selbstverlag, das sie gelegentlich auch mit improvisierten Straßenkonzerten selbst vertrieben, etwa im August 2007 im Lissabonner Chiado-Viertel. 2010 folgte ein Remix-Album auf dem Footmovin´-Label. Verschiedene Musiker bearbeiteten darauf Lieder der Kumpania Algazarra neu.
Für 2012 ist ein neues Album angekündigt, das über das Crowdfunding-Prinzip finanziert wird.